# Gert Weil
Gert Michael Weil Wiesenborn, né le 3 janvier 1960 à Puerto Montt, est un athlète chilien, spécialiste du lancer du poids.
Il a dominé sa spécialité en Amérique du Sud dans les années 1980. Son meilleur résultat est une 6e place aux Jeux olympiques de Séoul où il est porte-drapeau du Chili pour la première fois. Son meilleur lancer est de 20,90 m à Wirges en 1986.
Il est marié avec l'athlète colombienne Ximena Restrepo et le père de Martina Weil, détentrice du record national du Chili du relais 4 x 400 m.